# 茶果嶺公眾貨物裝卸區
茶果嶺公眾貨物裝卸區（英語：Cha Kwo Ling Public Cargo Working Area，簡稱茶果嶺貨物裝卸區）是香港一個已停用的公眾貨物裝卸區，位於九龍茶果嶺茶果嶺道210號茶果嶺村的海旁，臨近維多利亞港。
茶果嶺公眾貨物裝卸區面積為3.93公頃，全長約50米。由於與擬建中的T2主幹路接近，當局計劃於2011年底前停用該貨物裝卸區。
茶果嶺公眾貨物裝卸區於2011年12月9日全面關閉。